# Hredkî, Kovel
Hredkî (în ucraineană Гредьки) este un sat în comuna Horodîșce din raionul Kovel, regiunea Volînia, Ucraina.

## Demografie
Componența lingvistică a localității Hredkî
     Ucraineană (100%)
Conform recensământului din 2001, toată populația localității Hredkî era vorbitoare de ucraineană (100%).